# Jingo de Lunch
Jingo de Lunch es un grupo de punk, hardcore y hard rock alemán, originario del barrio de Kreuzberg, Berlín, que comenzó su actividad en 1987, produciendo diversos álbumes hasta su disolución en 1996. El grupo combinaba diferentes estilos musicales y se les considera precursores de la fusión crossover de punk, hardcore, Hard rock y Rock. Realizaron varias giras por Europa, obteniendo un gran prestigio, tocando junto a bandas como The Ramones, Bad Brains, Die Toten Hosen, Bad Religion....

## Historia
El grupo se formó en abril de 1987, intregrado por la cantante Yvonne Ducksworth, los guitarristas Joseph «Sepp»Ehrensberger y Tom Schwoll, el bajista Henning Menke y el batería Steve Hahn. Varios de los componentes tenía un sólido pasado musical: el guitarrista «Sepp» había tocado en el grupo berlinés punk de culto Vorkriegsjugend (1984-1985) y también en Zerstörte Jugend, donde tocaba el guitarrista Tom Schwoll. Por su parte, Yvonne Ducksworth, una canadiense llegada a Alemania en 1983) había cantado previamente en el grupo berlinés de punk Combat Not Conform, que grabaron un único LP (Love, 1986). Paralelamente a Combat Not Conform se formó el grupo Manson Youth, en el que tocaban juntos Schwoll, Sepp e Yvonne y que, poco más o menos a la vez que Combat Not Conform, publicaron un LP compartido con Hostages of Ayatollah. Al disolverse esos grupos, los dos guitarristas y la cantante formaron Jingo de Lunch con la ayuda de Steve Hahn (batería) y Henning Menke (bajo).
A mediados de 1987, Jingo de Lunch grabaron su primer disco, Perpetuum Mobile, tan solo tres meses después de su primer ensayo. Su segundo LP Axe To Grind fue grabado en 1989 y denotaba más influencias heavy metal que su primer álbum. Con su tercer disco, Underdog, tomaron una nueva dirección artística y 
abandonaron sus raíces underground, al firmar un contrato con Phonogram. Grabaron dos discos más, B.Y.E y Deja Voodoo, antes de disolverse en 1996. 
Después de su disolución, Steve Hahn trabajó como roadie para conocidas bandas de punk alemán como Die Toten Hosen o Beatsteaks. 
Tom Schwoll, que dejó el grupo en 1994 tocó en muchas otras bandas: Extrabreit, Kumpelbasis, Sin City Circus Ladies, Die Skeptiker, The Subjects. 
Henning Menke tocó desde 1999 con Ojo Rojo, y también ha tocado con Church Of Confidence, Handfullaflowers o Die Skeptiker. En 2005, se unió como bajista oficial de Skew Siskin. Además ha tocado con otras bandas como Bad Brians o Riff Raff. 
Sepp Ehrensberger tocó en Bomb Texas. 
Yvonne Ducksworth abandonó la música durante una década, de 1996 a 2006, estableciéndose en Arizona, EE. UU..

## Reunión
En 2006, Jingo de Lunch se reunió para tocar en dos conciertos en el White Trash Fast Food en Berlín; las entradas se agotaron. 
En 2007 publican un CD, The Independent Years, que consiste en una recopilación de temas de sus dos primeros álbumes, Perpetuum Mobile Axe To Grind, más una versión de «Fuck you» de los Subhumans canadienses y el raro 12” Cursed Earth de 1988
En septiembre de 2007 celebraron su 20º aniversario como banda, haciendo una pequeña gira por ciudades de Alemania e Italia.
A principios de 2008, Sepp Ehrensberger dejó la banda y fue sustituido por Tico Zamora. A finales de 2009, Tom Scwholl dejó la banda y Tico Zamora fue reemplazado por Gary Schmalzl. En 2010, dieron varios conciertos en Alemania, entre finales de febrero y principios de marzo; en octubre, coincidiendo con una nueva serie de conciertos (septiembre-octubre), publicaron un nuevo álbum, Land of the free-ks, para presentar el cual se planificó una gira por Europa entre finales de 2010 y principios de 2011.

## Formación
- Cantante: Yvonne Ducksworth
- Guitarra: Gary Schmalzl
- Bajo: Henning Menke
- Batería: Steve Hahn

Miembros anteriores :
- Guitarra: Joseph Ehrensberger (1987-1996, 2006-2008)
- Guitarra: Tom Schwoll (1987-1994, 2006-2009)
- Guitarra: Tico Zamora (2008-2009)

## Discografía

### Álbumes
- Perpetuum Mobile (We Bite Records, septiembre de 1987)
- Axe To Grind (Hellhound, 1989)
- Underdog (Phonogram, 1990)
- B.Y.E. (Phonogram, 1991)
- Deja Voodoo (Vertigo, 1994)
- The Independent Years (Rookie Records, 2007)
- Land of the Free-ks (Noise-O-Lution, 2010)

### Singles y EP
- 12” EP Cursed Earth (Bonzen Records, 1988). Edición limitada a 2.000 copias en vinilo.
- CD EP Crawl (Phonogram, 1990)
- CD EP Dogs Day (Phonogram, 1994)